# 2013 New Year's Eve Live Party 〜Count Down Concert 2013-2014〜
『2013 New Year's Eve Live Party 〜Count Down Concert 2013-2014〜』（2013・ニュー・イヤーズ・イヴ・ライヴ・パーティー・カウント・ダウン・コンサート・2013-2014）は、松田聖子のライブ・ビデオ。2012年3月28日発売。発売元はUNIVERSAL SIGMA。

## 解説
2013年12月31日から2014年1月1日にかけてグランドプリンスホテル新高輪・飛天の間にて行われたカウントダウン・ライヴの模様を収録したDVD。
初回限定盤と通常盤の2形態で発売。
クリス・ハートがゲスト出演した。
第64回NHK紅白歌合戦との中継が行われ、クリスとともに「New Year's Eve Special Love Song Medley 2013」を歌唱した。その模様は初回限定盤（UMBK-9277）にボーナス・トラックとして収録されている。

## 収録曲
1. Amazing Grace
2. The Phantom of the Opera
3. あなたに逢いたくて〜Missing You〜
4. SWEET MEMORIES
5. 水色の朝
6. ピンクのモーツァルト
7. 秘密の花園
8. いそしぎの島
9. 流星ナイト
10. Only My Love
11. セイシェルの夕陽
12. 真冬の恋人たち
13. 雨のリゾート
14. 赤い靴のバレリーナ
15. 赤いスイートピー
16. 裸足の季節
17. 青い珊瑚礁
18. 渚のバルコニー
19. ウィンター・ガーデン
20. 天使のウィンク
21. チェリーブラッサム
22. 夏の扉
23. Star
24. あなたに逢いたくて 〜夢がさめて with クリス・ハート（ボーナス・トラック）（初回限定盤のみ収録）